# Sem Compromisso (álbum)
Sem Compromisso é o terceiro álbum da cantora Alessandra Samadello, lançado em 1995.
Este álbum é um pouco diferente dos outros lançados até então pela cantora, já que ela deixa um pouco de lado os arranjos majestosos "a la Sandi Patty" e opta agora por arranjos e composições mais românticas e meditativas.
Em 2018, foi considerado o 46º melhor álbum da década de 1990, de acordo com lista publicada pelo Super Gospel.

## Faixas
1. Santo! Santo! Santo!
2. Sou um Pecador
3. Eis Que as Estrelas Vem
4. Mar Vermelho
5. Caminho de Espinhos
6. Rude Lenho se Ergueu
7. Tudo Entregarei
8. Lindo És, Meu Mestre
9. Dia de Chuva
10. Estarás Pronto Quando Vier
11. Meu Jesus Está Chamando - Medley